# Diocesi di Rafaela
La diocesi di Rafaela (in latino Dioecesis Raphaëliensis) è una sede della Chiesa cattolica in Argentina suffraganea dell'arcidiocesi di Santa Fe de la Vera Cruz. Nel 2022 contava 294.909 battezzati su 325.126 abitanti. È retta dal vescovo Pedro Javier Torres.

## Territorio
La diocesi comprende 3 dipartimenti della provincia di Santa Fe: Castellanos, Nueve de Julio e San Cristóbal.
Sede vescovile è la città di Rafaela, dove si trova la cattedrale di San Raffaele.
Il territorio si estende su 38.320 km² ed è suddiviso in 36 parrocchie.

## Storia
La diocesi è stata eretta il 10 aprile 1961 con la bolla Cum Venerabilis di papa Giovanni XXIII, ricavandone il territorio dall'arcidiocesi di Santa Fe e dalla diocesi di Reconquista.

## Cronotassi dei vescovi
Si omettono i periodi di sede vacante non superiori ai 2 anni o non storicamente accertati.
- Vicente Faustino Zazpe † (12 giugno 1961 - 3 agosto 1968 nominato arcivescovo coadiutore di Santa Fe[1])
- Antonio Alfredo Brasca † (30 dicembre 1968 - 26 giugno 1976 deceduto)
- Alcides Jorge Pedro Casaretto (28 dicembre 1976 - 14 marzo 1983 nominato vescovo coadiutore di San Isidro)
- Héctor Gabino Romero † (7 gennaio 1984 - 23 maggio 1999 deceduto)
- Carlos María Franzini † (29 aprile 2000 - 10 novembre 2012 nominato arcivescovo di Mendoza)
- Luis Alberto Fernández Alara (10 settembre 2013 - 11 novembre 2022 ritirato)
- Pedro Javier Torres, dall'11 novembre 2022

## Statistiche
La diocesi nel 2022 su una popolazione di 325.126 persone contava 294.909 battezzati, corrispondenti al 90,7% del totale.
| anno | popolazione | popolazione | popolazione | presbiteri | presbiteri | presbiteri | presbiteri                | diaconi | religiosi | religiosi | parrocchie |
| anno | battezzati  | totale      | %           | numero     | secolari   | regolari   | battezzati per presbitero | diaconi | uomini    | donne     | parrocchie |
| ---- | ----------- | ----------- | ----------- | ---------- | ---------- | ---------- | ------------------------- | ------- | --------- | --------- | ---------- |
| 1966 | ?           | 197.900     | ?           | 37         | 30         | 7          | ?                         |         | 7         | 56        | 36         |
| 1970 | 178.000     | 190.000     | 93,7        | 42         | 34         | 8          | 4.238                     |         | 8         | 85        | 33         |
| 1976 | 143.000     | 196.007     | 73,0        | 39         | 31         | 8          | 3.666                     |         | 18        | 85        | 37         |
| 1980 | 194.000     | 215.000     | 90,2        | 40         | 31         | 9          | 4.850                     | 1       | 16        | 70        | 31         |
| 1990 | 225.000     | 245.000     | 91,8        | 40         | 32         | 8          | 5.625                     | 6       | 13        | 92        | 33         |
| 1999 | 264.000     | 290.000     | 91,0        | 42         | 37         | 5          | 6.285                     | 6       | 5         | 66        | 37         |
| 2000 | 268.000     | 295.000     | 90,8        | 41         | 38         | 3          | 6.536                     | 6       | 3         | 67        | 37         |
| 2001 | 276.000     | 300.000     | 92,0        | 44         | 41         | 3          | 6.272                     | 6       | 3         | 66        | 37         |
| 2002 | 242.250     | 255.008     | 95,0        | 44         | 41         | 3          | 5.505                     | 6       | 3         | 65        | 37         |
| 2003 | 230.000     | 255.008     | 90,2        | 45         | 43         | 2          | 5.111                     | 7       | 2         | 59        | 37         |
| 2004 | 230.000     | 255.008     | 90,2        | 45         | 43         | 2          | 5.111                     | 8       | 2         | 58        | 35         |
| 2010 | 250.255     | 277.540     | 90,2        | 39         | 39         |            | 6.416                     | 14      |           | 44        | 36         |
| 2014 | 267.000     | 288.877     | 92,4        | 46         | 46         |            | 5.804                     | 13      |           | 48        | 36         |
| 2017 | 280.268     | 303.202     | 92,4        | 44         | 44         |            | 6.369                     | 14      |           | 44        | 36         |
| 2020 | 289.690     | 318.196     | 91,0        | 45         | 45         |            | 6.437                     | 13      | 2         | 29        | 31         |
| 2022 | 294.909     | 325.126     | 90,7        | 42         | 42         |            | 7.021                     | 22      | 2         | 27        | 36         |